# 秀泰影城
秀泰影城（英語：SHOWTIMES CINEMAS）為台灣秀泰集團旗下的連锁電影院系統之一，目前共設有16個據點。

## 影城據點

### 基隆市
- 基隆秀泰影城
  - 2007年11月開幕，位於基隆市信義區信一路177號（皇冠大樓7～10樓）。
  - 設有8間標準影廳，1033個座位。[2]

### 臺北市
- 台北欣欣秀泰影城
  - 2002年11月開幕，位於臺北市中山區林森北路247號（欣欣綜合大樓 3～5樓）。
  - 設有14間影廳（含ScreenX廳一間），1503個座位。

### 新北市
- 板橋秀泰影城
  - 2013年2月開幕，位於新北市板橋區縣民大道二段3號（麗寶百貨廣場 2～4樓），是新北市內首家秀泰影城。
  - 設有17間影廳（含Dolby Atmos廳一間），1200個座位。
  - 臺灣首家引入Dolby Atmos 杜比全景聲音響系統之影城。[3]
  - 將於2025年8月31日與購物中心一同結束營業[4]。
- 樹林秀泰影城
  - 2018年5月26日開幕，位於新北市樹林區樹新路40-6號（秀泰生活樹林店 8～9樓）。
  - 設有12間影廳（含ScreenX廳一間），1581個座位。
  - 影廳全面配備Christie Vive Audio LA系列揚聲系統。[5]
  - 巨幕廳配有Christie EWD雷射4K放映系統。
- 土城秀泰影城
  - 2018年6月16日試營運，7月26日正式開幕 [6]，位於新北市土城區學府路二段210號（日月光廣場 1樓）。[7]
  - 設有11間標準影廳，1095個座位。

### 臺中市
- 台中站前秀泰影城
  - 2017年3月9日開幕，位於臺中市東區南京路76號、66號（秀泰生活台中站前店 S1館2、4樓；S2館4樓），是台中市內首家秀泰影城。
  - 設有17間影廳（含ScreenX廳、獨享廳、Love廳、4DX廳各一間），2668個座位。註：原有皮克斯動畫廳（17廳）已停用，改為常規影廳。
  - 影廳全面配備Christie Vive Audio LA系列揚聲系統。 [8]
  - 巨幕廳配有全台第一台Christie EWD雷射4K放映系統。
- 台中文心秀泰影城
  - 2018年8月8日開幕，位於台中市南屯區文心南路289號7～8樓（秀泰生活台中文心店）。
  - 設有16間影廳（ScreenX廳、丹普廳可以躺在名床上看電影、Ultra 4DX動感巨幕廳各一間），2139個座位。
  - 影廳全面配備Christie Vive Audio LA系列揚聲系統。[9]
  - 11廳為全台第一座LED螢幕影廳，配置一台寬度為14公尺，高為7公尺之LG LED 4K電影顯示器，並配備Dolby Atmos 杜比全景聲。[10]
  - 巨幕廳配有Christie EWD雷射4K放映系統。
- 台中麗寶秀泰影城
  - 2019年12月25日同步試營運，位於臺中市后里區月眉東路二段181號3樓（麗寶OUTLET MALL D區）[11]
  - 設有10間標準影廳，811個座位。

### 雲林縣
- 雲林北港秀泰影城
  - 2019年12月13日開幕，位於雲林縣北港鎮華南路101號（家樂福北港店2樓），為雲林縣內首家連鎖影城，也為國內第一家設在家樂福的秀泰影城。
  - 設有4間標準影廳，284個座位。

### 嘉義市
- 嘉義秀泰影城
  - 2016年1月30日開幕，位於嘉義市西區文化路299號（秀泰生活嘉義店 4～5樓）。
  - 設有11間影廳（含ScreenX廳一間），1408個座位。
  - 巨幕廳採用日本Kotobuki頂級商務艙雙扶手座椅，全台最深之1.25米階深 [12]。
  - 巨幕廳配有BARCO雷射4K放映系統並配備Christie Vive Audio LA系列揚聲系統。

### 臺南市
- 台南仁德秀泰影城
  - 2021年1月22日開幕，位於臺南市仁德區大同路三段755號（家樂福新仁店2樓），是臺南市內首家秀泰影城。
  - 設有6間標準影廳（4大廳2小廳），433個座位[13]。

### 高雄市
- 高雄岡山秀泰影城
  - 2022年6月8日開幕，位於高雄市岡山區捷安路1巷2號（樂購廣場B區4～5F）[14]。
  - 設有13間影廳（含ScreenX廳一間），1,428個座位。
  - 巨幕廳配有Christie 4K RGB 雷射電影機放映系統；影廳全面配備Christie Vive Audio LA系列揚聲系統。
- 高雄夢時代秀泰影城
  - 2023年1月14日開幕，位於高雄市前鎮區中華五路789號（統一夢時代購物中心8樓）[15]。原喜滿客影城。
  - 設有13間影廳（含ScreenX、Ultra 4DX各一間），1,919個座位。
  - 巨幕廳配有Christie 4K RGB 雷射電影機放映系統；影廳全面配備頂級Christie電影機、Christie Vive陣列式環繞喇叭、Dolby 7.1 聲道音效處理系統、Dynacord擴大機。

### 花蓮縣
- 花蓮秀泰影城
  - 2019年11月21日開幕，位於花蓮縣花蓮市國聯五路69號（好樂迪KTV 花蓮店）。
  - 設有9間標準影廳，1230個座位。[16]

### 臺東縣
- 台東秀泰影城
  - 2013年7月12日開幕，位於臺東縣臺東市新生路93號（秀泰生活台東店 3～4樓）。
  - 設有8間標準影廳，882個座位。[17]

## 特殊廳種

### 巨幕廳
- 樹林秀泰影城
  - 位於樹林秀泰影城8樓，僅公布影廳高14公尺，寬22公尺。銀幕實際大小未公布。
- 台中站前秀泰影城
  - 僅公布影廳高15公尺，寬22公尺。銀幕實際大小未公布。
- 台中文心秀泰影城
  - 僅公布影廳高15公尺，寬22公尺。銀幕實際大小未公布。
- 嘉義秀泰影城
  - 僅公布影廳高15公尺，寬22公尺。銀幕實際大小未公布。
- 高雄岡山秀泰影城
  - 僅公布影廳高15公尺，寬22公尺。銀幕實際大小未公布。
- 高雄夢時代秀泰影城

### 獨享廳
- 台中站前秀泰影城（S1館4樓3廳）

### Love廳
- 台中站前秀泰影城（S1館4樓6廳）

### 迪士尼廳（已停用，改為常規影廳）
- 台中站前秀泰影城（S2館4樓17廳）

### 丹普廳
- 台中文心秀泰影城（7樓8廳）
- 台北大巨蛋秀泰影城

### ScreenX廳
秀泰將於2024~2025年間，從文心秀泰巨幕廳開始改造為ScreenX廳；首波先改造4間ScreenX廳，預計共改造8間。
- 台北欣欣秀泰影城
- 台北大巨蛋秀泰影城
- 新北樹林秀泰影城
- 台中文心秀泰影城
- 台中站前秀泰影城
- 嘉義秀泰影城
- 高雄岡山秀泰影城
- 高雄夢時代秀泰影城

### 4DX廳
繼威秀影城後，秀泰將成為全台第二家引入4DX廳之業者，預計在下列地點提供：
- 台中站前秀泰影城

### Ultra 4DX廳
該影廳為結合4DX和ScreenX兩種技術結合的頂級影廳，預計在下列地點提供：
- 台北大巨蛋秀泰影城（兩廳）
- 台中文心秀泰影城
- 高雄夢時代秀泰影城

### DVA廳
該影廳為結合Dolby Atmos和Dolby Vision兩種技術結合的頂級影廳，與Dolby Cinema不同；預計在下列地點提供：
- 台北大巨蛋秀泰影城（兩廳）
- 台中文心秀泰影城
- 高雄夢時代秀泰影城

## 過往據點

### 臺北市
- 台北哈拉秀泰影城
  - 1999年12月7日開幕，2008年10月31日結束營運。原委由秀泰影城經營管理，最後由業主收回自營，更名為哈拉影城。
- 台北日新秀泰影城
  - 2004年承租自松陽建設所擁有之日新戲院。2007年租約到期並由威秀影城接手。
- 台北今日秀泰影城
  - 2006年7月開幕，位於臺北市萬華區西門町峨眉街52號（誠品生活西門店）。2024年8月29日結束營業[19]，2025年3月14日改由喜樂時代影城接手[20]。
- 台北東南亞秀泰影城
  - 2015年7月開幕，位於臺北市中正區羅斯福路四段136巷3號。前身爲營運近50年的東南亞戲院，2025年1月31日結束營業[21]。

### 基隆市
- 基隆統一秀泰影城
  - 原以二輪戲院型態營運。2012年租約到期結束營運[22]。
- 基隆新樂秀泰影城
  - 原為秀泰影城基隆二館，2014年結束營運[23]。

### 高雄市
- 高雄台鋁秀泰影城
  - 2021年11月3日開幕，位於高雄市前鎮區忠勤路8號（MLD台鋁生活商場2F），是高雄市內首家秀泰影城，2023年8月11日於該日午夜依合約接管，秀泰方面亦宣布撤資。[24]

## 未來規劃

### 臺北市
- 台北大巨蛋秀泰影城[25]
  - 預計2025年第三季開幕，位於臺北大巨蛋。
  - 預定配有14間影廳，包含Ultra 4DX、DVA各兩間，ScreenX、丹普貴賓廳各一間[26]。

## 外部連結
- 秀泰影城 （页面存档备份，存于）
- 秀泰影城的Facebook專頁
- 秀泰影城的Instagram帳戶